# White Plains, New York
White Plains (angleško za Bele planote) je mesto in središče Okrožja Westchester v New Yorku, ZDA. Leži v južno-osrednjem delu Westchestra, približno 6 km vzhodno od reke Hudson in 4 km severovzhodno od estuarija Long Island. Na severu meji z mestom North Castle, na severovzhodu z mestom/vasjo Harrison, na jugu z mestom/vasjo Scarsdale in na zahodu z mestom Greenburgh. Po popisu prebivalstva leta 2000 je imelo mesto 53.077 prebivalcev, ocena za leto 2006 pa daje 57.081 prebivalcev. White Plains je eno od obrobnih mest (angleško edge city), ki so se razvila zunaj območja mesta New York. Po oceni mestnih oblasti zaradi dnevnih migrantov med delovniki število ljudi naraste na 250.000.

## Znane osebnosti
- Percy Grainger (1882-1961), avstralsko-ameriški pianist, saksofonist, skladatelj in dirigent.
- Mark Zuckerberg (*1984), ameriški poslovnež